# ماركو بيتشيوني
ماركو بيتشيوني (بالإيطالية: Marco Piccioni)‏ (25 يناير 1976 بروما في إيطاليا - ) هو لاعب كرة قدم إيطالي في مركز الدفاع. لعب مع نادي أسكولي ونادي بادوفا ونادي ساسولو ونادي لا فيوريتا ونادي مونزا وUnione Sportiva Brescello ‏ ونادي براتو ويوفي ستابيا وASD Victor San Marino ‏.

## وصلات خارجية
- ماركو بيتشيوني على موقع الاتحاد الأوربي (الإنجليزية)
- ماركو بيتشيوني على موقع قاعدة بيانات كرة القدم.إي يو (الإنجليزية)
- ماركو بيتشيوني على موقع Soccerway.com (الإنجليزية)
- ماركو بيتشيوني على موقع عالم كرة القدم.نت (الإنجليزية)